# Rävar
Rävar är ett trivialnamn som används om en mängd arter inom familjen hunddjur (Canidae). Rävar är alltså ingen systematisk grupp utan omfattar likartade hunddjur som alla är förhållandevis kortbenta, har ett tillplattat ansikte, triangelformade upprättstående öron, en ganska spetsig nos och en yvig svans. Ytterligare förvirring kring vilka arter som är "rävar" uppstår mellan olika språk. Ett exempel är afrikansk öronhund som på engelska kallas Bat eared fox, det vill säga "fladdermusörad räv".

## Systematik
De arter som främst förknippas med trivialnamnet "rävar" är de tiotalet arterna i släktet Vulpes, som ibland kallas äkta eller egentliga rävar. Men enstaka – eller alla – arter i följande släkten brukar kallas för rävar:
- Alopex (Fjällräv (räknas ibland in i släktet Vulpes)
- Cerdocyon (Krabbätarräv)
- Dusicyon (Falklandsräv)
- Fennecus (Fennek, även kallad ökenräv)
- Lycalopex (sex sydamerikanska arter)
- Otocyon (Öronhund)
- Pseudalopex (fyra sydamerikanska arter)
- Urocyon (Grårävar, två arter)
- Vulpes (Äkta rävar, tolv arter)

## Galleri

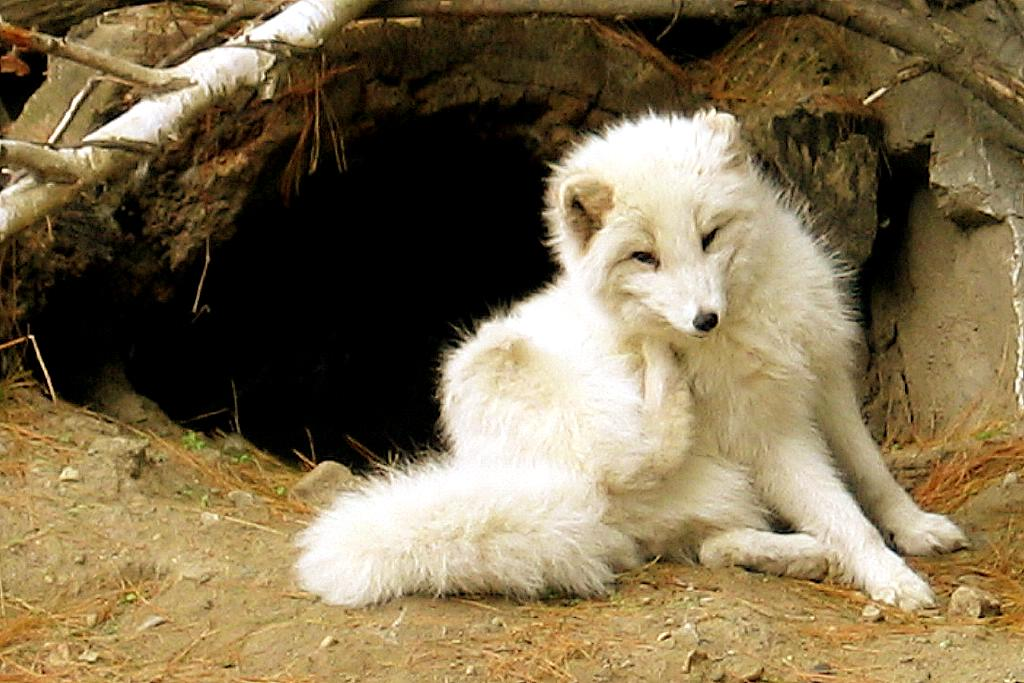
Fjällräv i vinterpäls.
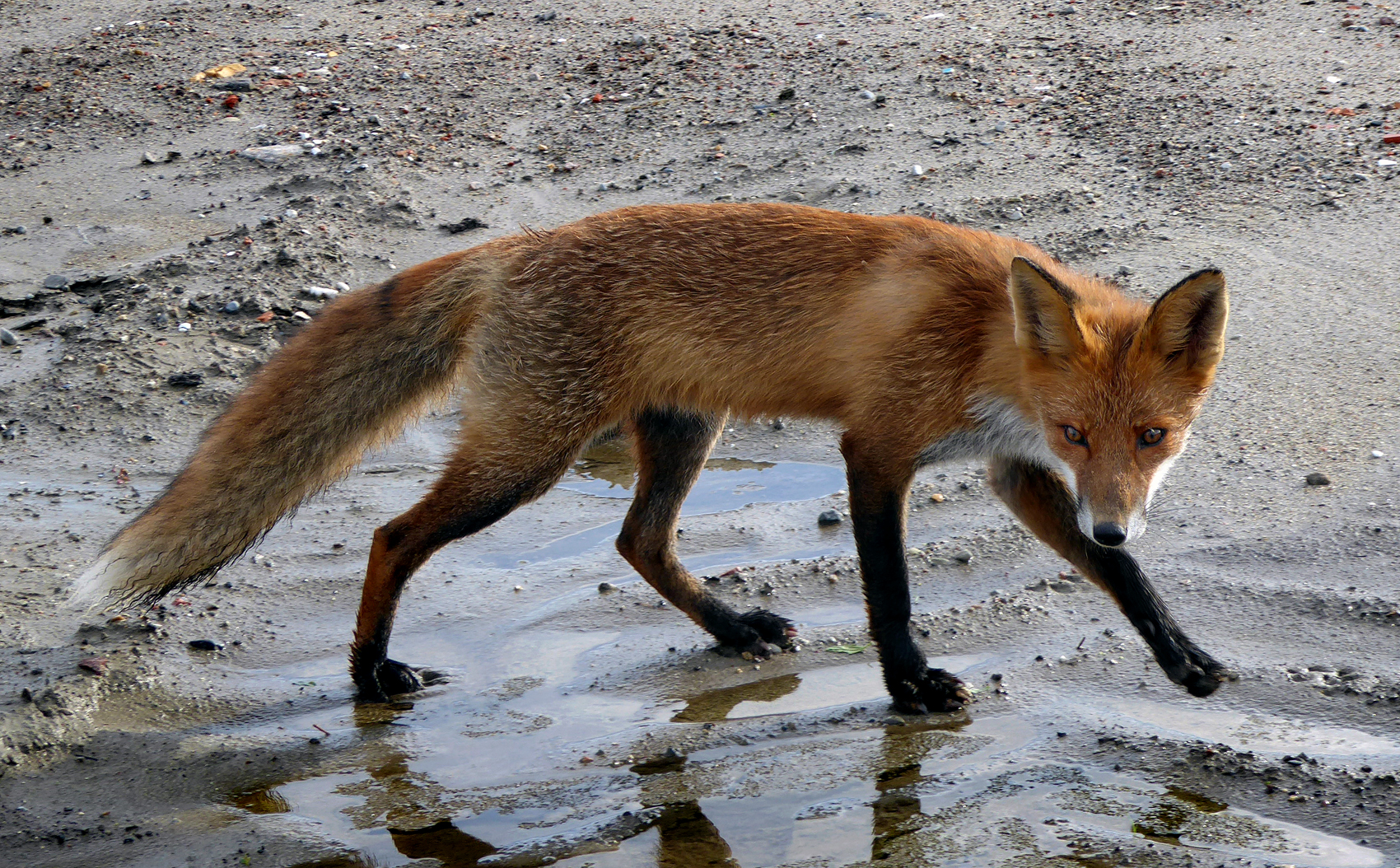
Rödräv.
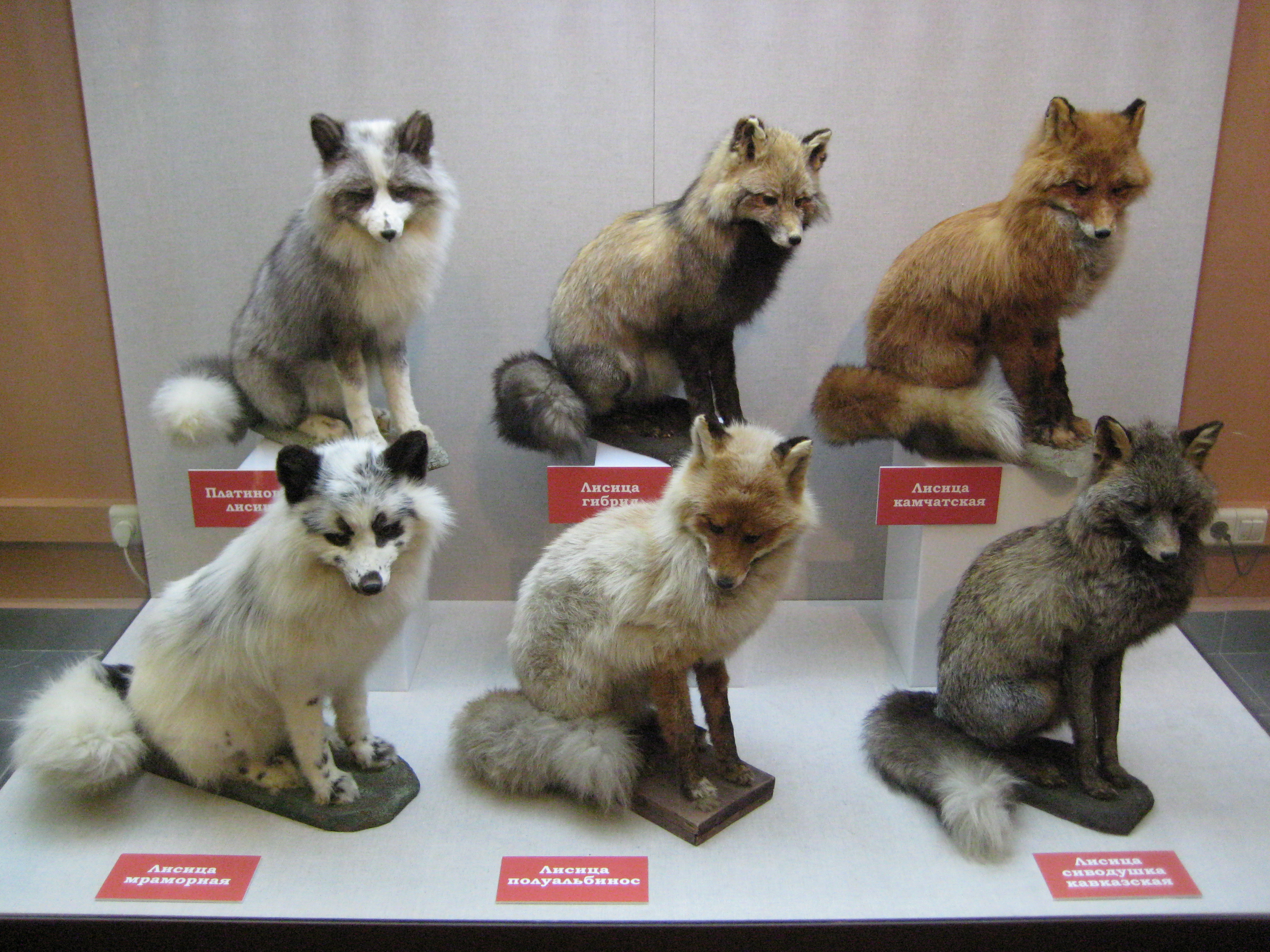
Olika variationer i färg.

## Utbredning och systematik
Det finns rävar i Europa, Amerika, Asien och Nordafrika. Rödräven introducerades i Australien under 1800-talet och har även introducerats på Nya Zeeland. Rävar jagar på natten men är både natt- och dagdjur. Deras diet består av möss, kaniner, fiskar, grodor, bär och insekter. Individerna lever ensamma förutom under parningstiden. Honorna föder mellan 5 och 7 valpar och diar dem under en månad i en håla i marken som kallas gryt eller lya. Valparna matas genom att föräldrarna kräks upp halvsmält mat. Efter fyra månader lämnar valparna sina föräldrar, och även honan och hanen skiljer sig. Vilda rävar lever i två år men kan leva upp till 14 år i fångenskap. I Sverige förekommer arterna rödräv och fjällräv.

## Rävar i kulturen

Framsida av bronsmedalj med räv samt texten Dristigt och slugt.

I många berättelser och sagor beskrivs räven som klok och listig. De förekommer i några klassiska fabler, som Räven och storken och Räven och druvorna (som blivit ihågkommen med uttrycket surt sa räven), samt bland annat den medeltida folksagan Rävsagan.
Flera arter av räv har fint skinn varför vissa arter har varit, och är vanligt jaktvilt. Vissa arter har av samma skäl fötts upp.